# Genovai gyarmatok

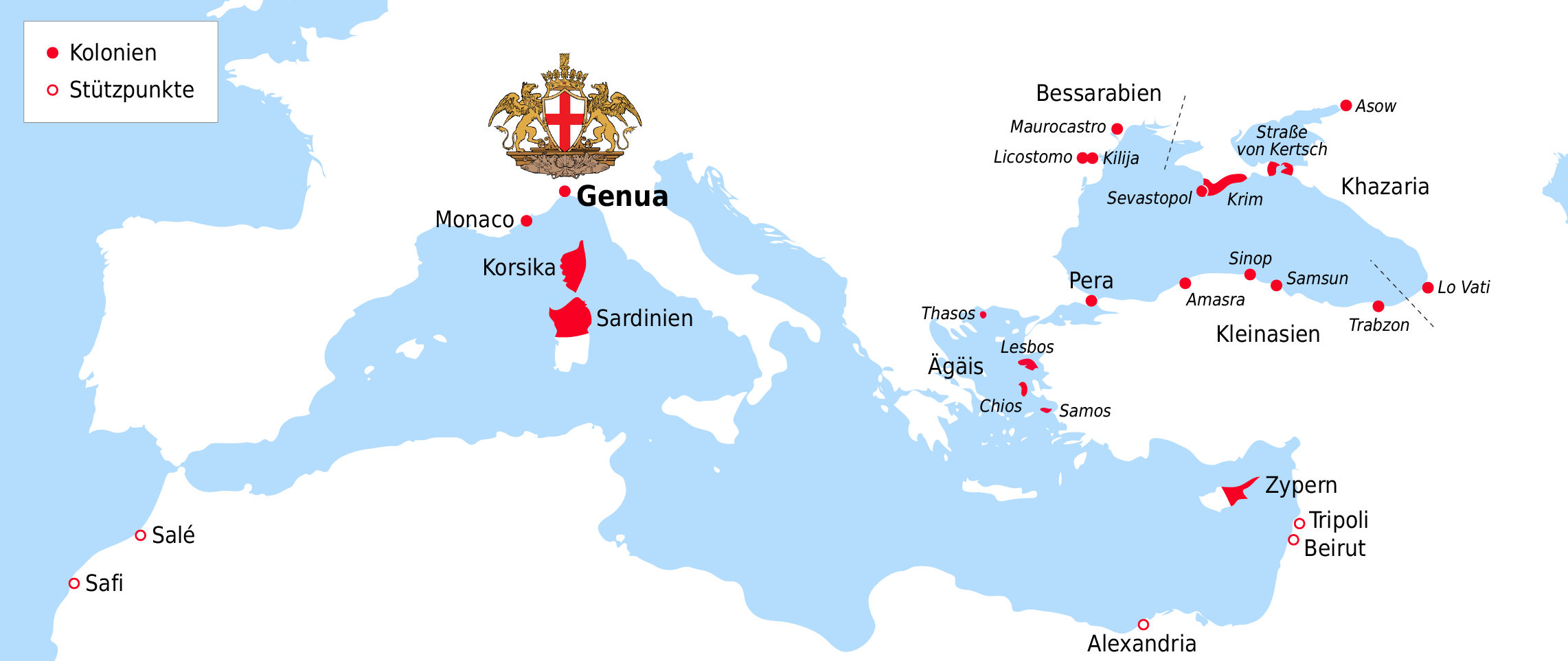
A genovai gyarmatok térképe

A Genovai Köztársaság gyarmatai gazdasági és kereskedelmi pozíciók voltak a Földközi-tenger és Fekete-tenger partján. Néhányukat a köztársaság közvetlen védnöksége alatt alapították, hogy támogassák a helyi kereskedőket (különösen a Keresztes hadjáratok folyamán szerzett kiváltságaik alapján), míg másokat a genovai nemesek gyarmatosítottak vagy befolyásos magánintézmények alapították, mint például a Szent György Bank.

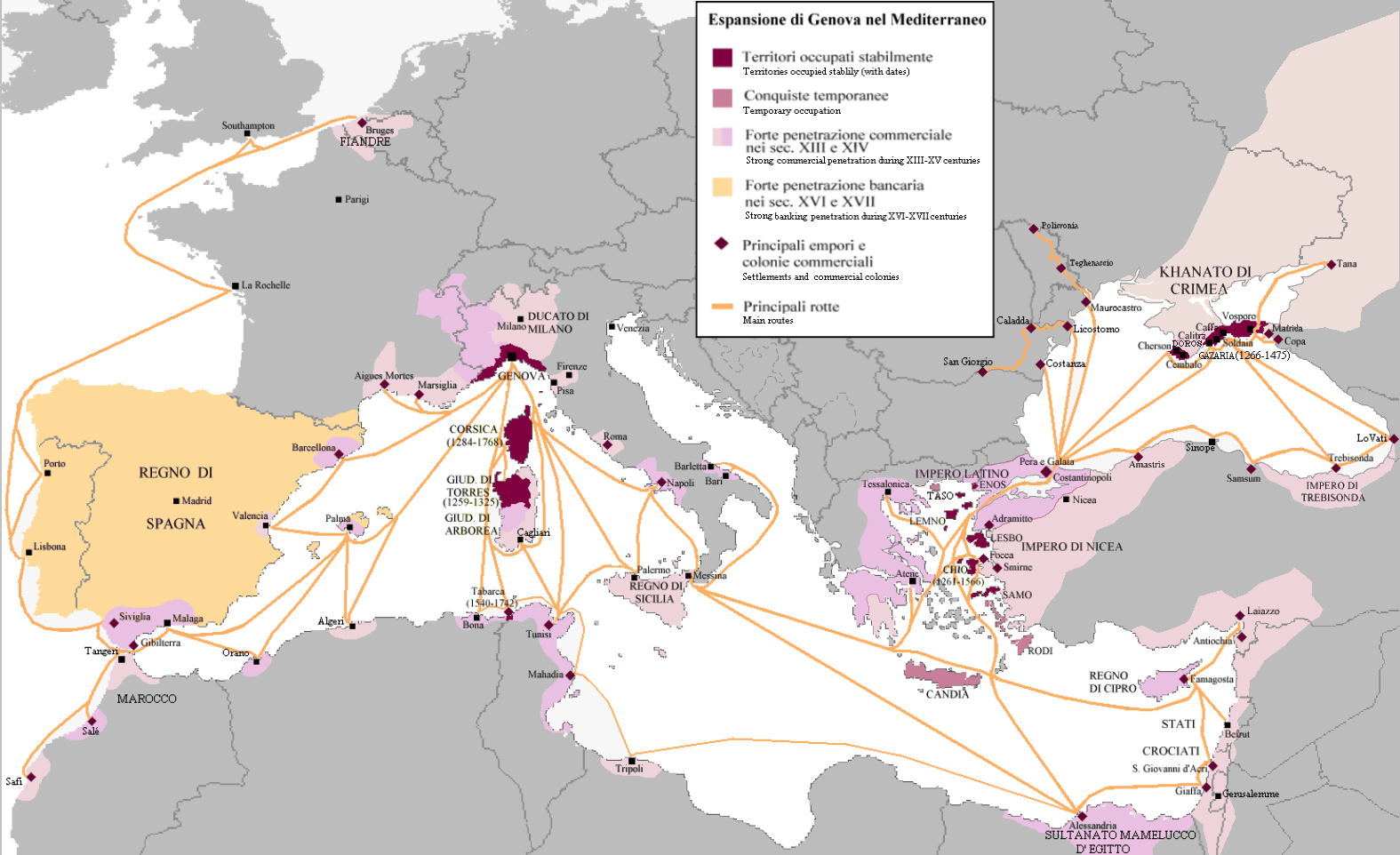
Genova terjeszkedésének térképe

## Történelem

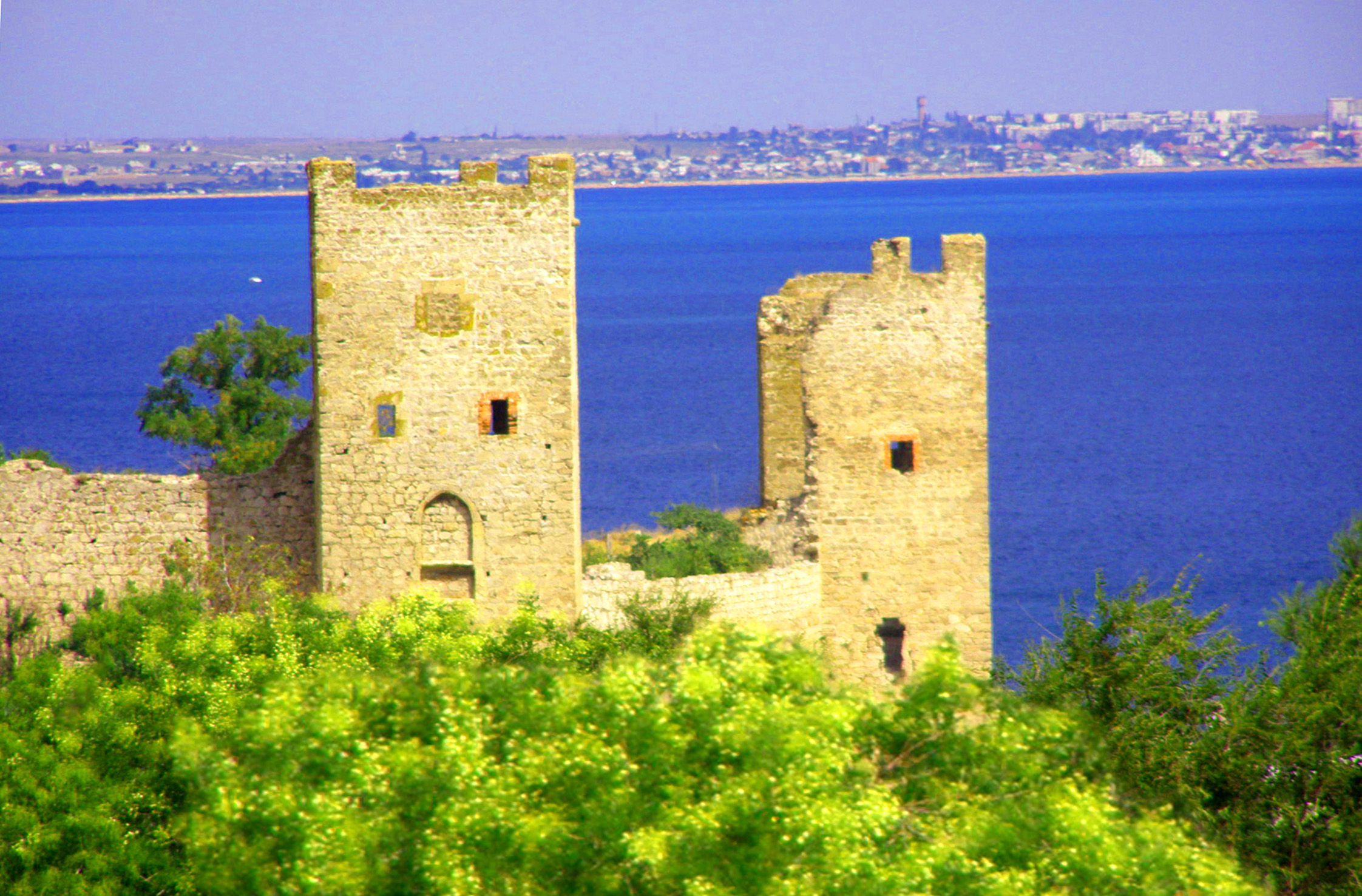
Genovai falak Caffában, ma Feodoszija a Krím-félszigeten

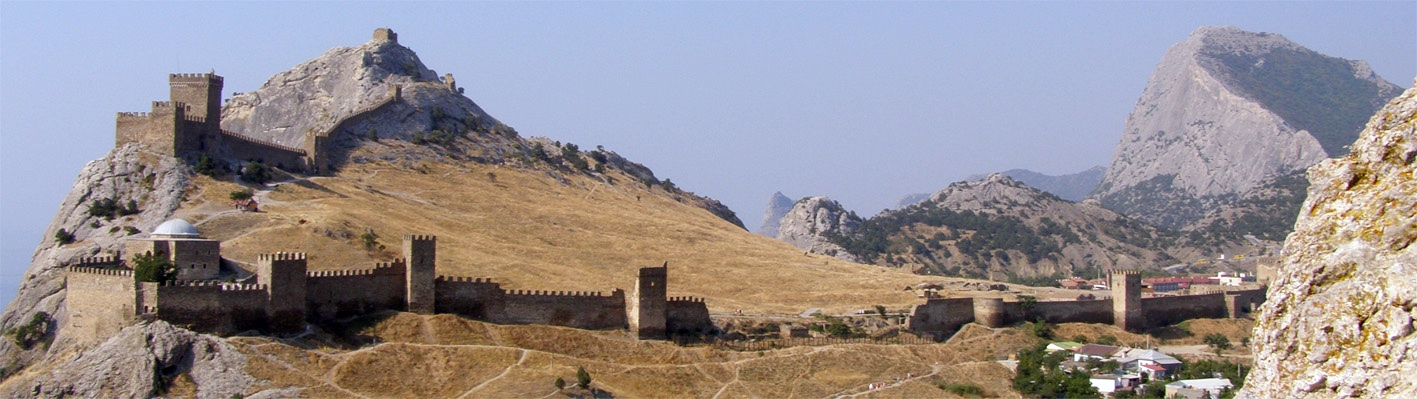
Szudak genovai erődje a Krím-félszigeten

Genova egy kis, szegény 4000 lakosú halásztelepülés volt, amely függetlenségét a Német-római Birodalomtól 1096 körül nyerte el mint szabad közösség. A város hajói részt vettek a keresztes háborúkban (különösen Antiokheia és Akko meghódításában), és ezzel tették gazdaggá a várost. Az első keresztes háború folyamán Genova megkapta Büblosz egyharmadát (ami az Embriaco család tulajdona lett) és területbért (a kikötő jövedelmének egyharmadát). Más kisebb gyarmatok alakultak Tartúszban (Szíria), Tripoliban (Libanon) és Bejrútban. Azonban a következő században a muszlimok visszahódították a területet, és a genovai befolyás megszűnt a Szentföldön. Genova a Földközi-tenger spanyol partvidékén gyarmatokat hozott létre Valenciától Gibraltárig, de ezek is rövid életűek voltak. Ezek a telepek általában egy városnegyedet képeztek (vagy csak egyetlen teret) fából készült, egy- vagy kétemeletes házakkal, amelyekben műhelyek voltak a földszinten.

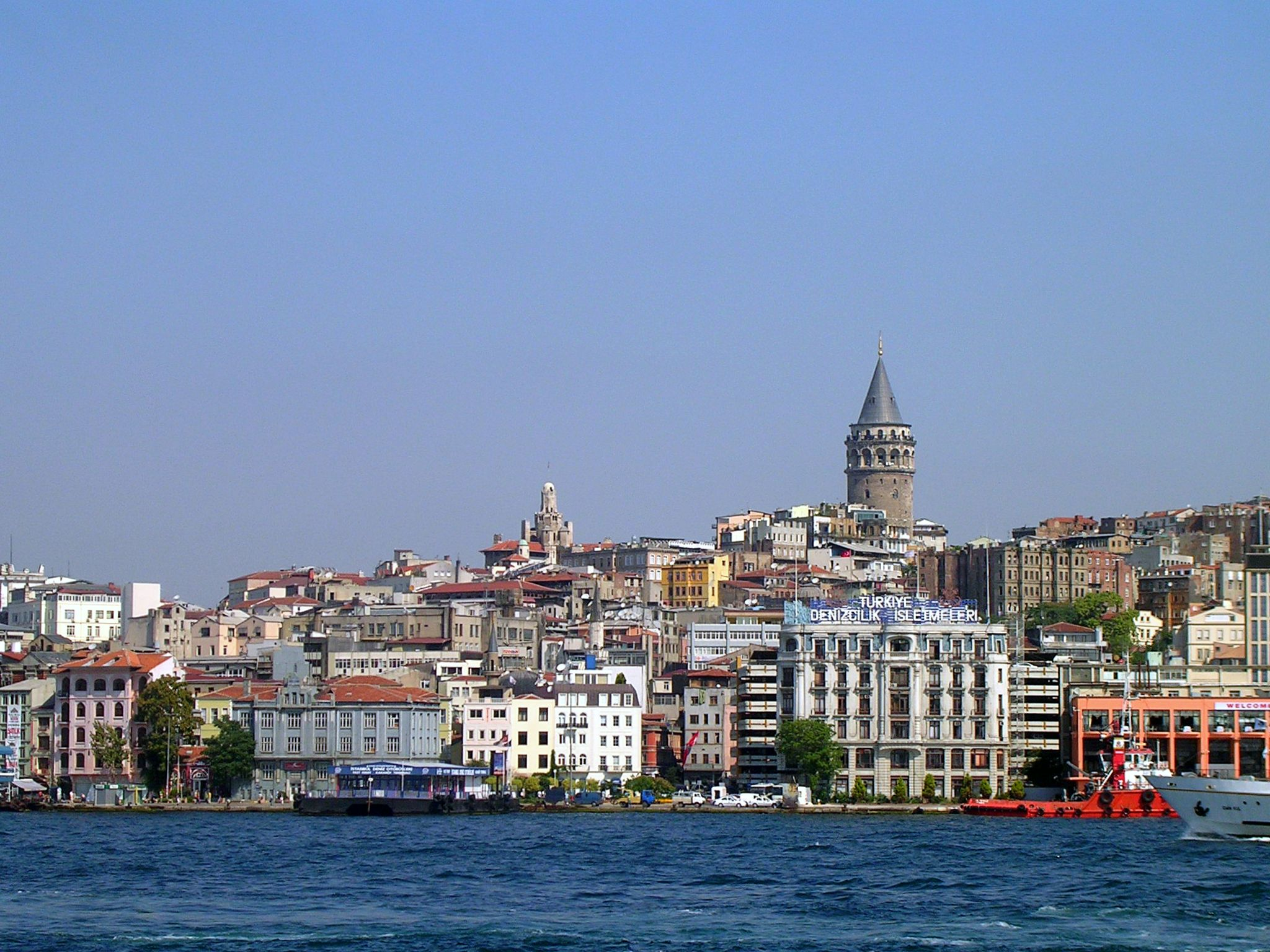
A Galata-torony (1348) a középkori Genovai citadella északi végén Galata (Pera), Isztambul, Törökország

Genova igazi területi terjeszkedése a 13. században kezdődött Korzika (1284-ben kebelezték be, és a 18. századig tartották meg) és Észak-Szardínia elfoglalásával. A meloriai csata (1284) után, amely Pisa döntő vereségével végződött, Genova meghatározó hatalommá vált a Tirrén-tengeren. Genova liguriai telepeket kezdett alapítani a Földközi-tenger keleti felén, illetve a Fekete-tengeren a 13. század második felében. A genovai jelenlétnek nem volt katonai alapja, hanem a genovai és liguriai családok gazdasági „koncessziói” voltak a helyi kereskedőkkel és az uralkodó osztállyal.
A Földközi-tenger keleti végén Genova gyorsan terjeszkedett a nymphaeumi (kemalpasai) szerződés (1261) következtében, amelyet VIII. Mikhaél bizánci császárral kötöttek annak hálájaként, hogy Genova támogatta Bizáncot Konstantinápoly visszaszerzésében. Konkrétan a velenceieket szorították ki a Fekete-tenger szorosaiból. Genova legjelentősebb kereskedelmi bázisai voltak Híosz és Mitilíni az Égei-tengeren és Caffa, amely a legjelentősebb kereskedelmi központ volt a mongolok uralta Kelet-Európa és Közép-Ázsia, valamint Nyugat-Európa között. Más krími gyarmatok Cembalo (mai Balaklava), Soldaio (Szudak), Vosporo (Kercs) voltak; az Azovi-tenger partján Tana (Azov), Matrega (Tamany), Mapa (Anapa), Bata (Novorosszijszk) és mások; az abház parton, mint Savastopoli (Szuhumi); vagy az ukrán parton, mint Salmastro vagy Moncastro (Bilhorod-Dnyisztrovszkij), Ginestra (ma Odessza része).
I. Manuél bizánci császár 1155-ben Genovának ajándékozott egy fondacot (bolt és piacnegyed) Galatában (Pera), Konstantinápollyal szemben. Ennek ellenére az elkövetkező században nem volt folyamatosan felhőtlen a Bizánci birodalom és Genova viszonya.  1201-ben Genova bizonyos kiváltságokat és városnegyedeket szerzett az Örmény királyságtól. 1453-ban az oszmán seregek elfoglalták Konstantinápolyt, és ekkor Pera is a kezükre került. Híosz, amely a Giustiniani család tulajdona volt 1566-ig, ellenállt az oszmán terjeszkedésnek.
1933-ban Konstantinápolyban és Ízmirben 33 000 ember vallotta magát a genovai telepesek leszármazottjának.
Genova elfoglalta Tabarka közelében az azonos nevű szigetet, Tunézia partvidékénél, amelyet a Lomellini család birtokolt 1540 és 1742 között. A telepesek néhány leszármazottja később a szardíniai Carlofortéba költözött.

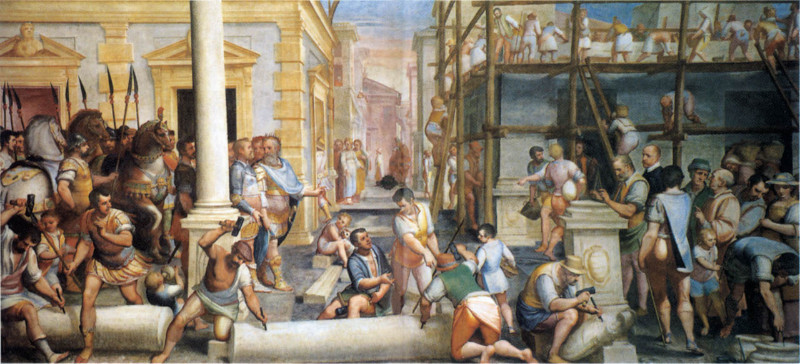
Genovai raktár építése Trebizondban. Luca Cambiasi festménye kb. 1571-ből, a Palazzo Lercari-Parodiban található Genfben

A genovai kolóniák hanyatlása a 15. század végén a Krím-félszigeten egybeesett a török terjeszkedéssel. Eltekintve a krími városoktól, Genova elvesztette területeit a Tamany-félszigeten is, amelyek a nemesi Ghisolfi család tulajdonát képezték. Ezen kívül elvesztették kereskedelmi bázisaikat Licostomóban, Moldvában és Moncastrót Odessza mellett. A 20. század elején még élt néhány olasz leszármazott a Krím-félszigeten, és azok közé az etnikai csoportok közé tartoztak, akiket elnyomott Sztálin. A keleti gyarmatok elvesztése mély gazdasági válságot okozott, ami végül a Genovai Köztársaság mint európai hatalom megállíthatatlan hanyatlásába ment át. Míg ősi riválisa, a Velencei Köztársaság képes volt fenntartani egy bizonyos folytonosságot a főváros, valamint a keleti gyarmatai közti kapcsolatban, addig Genova nem. Ezért érdeklődését a Földközi-tenger nyugati régiói felé fordította, ahol virágzó közösségeket hozott létre Cádizban és Lisszabonban. Genova a Spanyol Birodalom hatékony bankja lett.
Az utolsó genovai gyarmatok a 18. században tűntek el: Tabarkát az Oszmán Birodalom foglalta el (1742), Korzikát pedig Franciaország szállta meg az 1768-as versailles-i békeszerződés értelmében.

## Fordítás
Ez a szócikk részben vagy egészben  a   Genoese colonies című angol Wikipédia-szócikk fordításán alapul.  Az eredeti cikk szerkesztőit annak laptörténete sorolja fel. Ez a jelzés csupán a megfogalmazás eredetét és a szerzői jogokat jelzi, nem szolgál a cikkben szereplő információk forrásmegjelöléseként.

## Bibliográfia
- Airaldi, Gabriella. Blu come il mare - Guglielmo e la saga degli Embriaci. Genoa: Fratelli Frilli Editori (2006)
- Ossian De Negri, Teofilo. Storia di Genova: Mediterraneo, Europa, Atlantico. {{{title}}}. Florence: Giunti Editore (2003)
- Lopez, R.S. (1964). „Market Expansion. The Case of Genoa”. Journal of Economic History (24).